# Low tech
Low tech is een verzamelnaam voor technologie die reeds bekend was voor de industriële revolutie. De term beklemtoont het verschil met hightech.

## Voorbeelden
(Het gaat telkens om de traditionele vorm van ...)
- weven
- houtbewerking
- metaalbewerking
- textielbewerking
- glasblazen
- (bio)landbouw
- molen
- bewaartechnieken: roken, pekelen, drogen
- alcoholproductie: wijn, bier, whisky
- metselen
- transport: wegtransport met bijv. paard en wagen, transport over water met bijv. zeilschepen of trekschuiten

## Organisaties
- Coöperaties van samenwerkende boeren
- De amish en de mennonieten